# Escritura de sello
La escritura de sello o escritura sigilar (en chino tradicional, 篆書; en chino simplificado, 篆书; pinyin, zhuànshū) es un estilo antiguo de caligrafía china, que se estableció durante el reinado de Zhou Xianwang (827-782 a. C.), a finales de la época de la dinastía Zhou. Esta escritura se llama así porque se usaban sellos (tanto de piedra,como de madera) para imprimir los caracteres, a modo de firma personal o institucional. Evolucionó a partir de la escritura de bronce de la dinastía Zhou, y se cree que sus orígenes están en el estado de Qin. 
En la unificación de China, durante el reinado del primer emperador chino Qin Shi Huang, la variante de Qin de la escritura de sello se convirtió en el estándar y fue adoptada como la escritura formal de toda China, y fue aún utilizada ampliamente en grabados decorativos y sellos de la dinastía Han. La traducción literal de su nombre en idioma chino es escritura de grabado decorativo, porque en su tiempo, este nombre fue acuñado en la dinastía Han y su rol había sido reducido a inscripciones decorativas más que la escritura principal.

## Tipos
Existen dos usos para la palabra escritura de sello, la escritura de sello grande o sigilar mayor (en chino tradicional, 大篆; pinyin, Dàzhuàn, en japonés daiten) y la escritura de sello pequeño o sigilar menor (en chino tradicional, 小篆; pinyin, Xiǎozhuàn, en japonés shōten); esta última también es llamada simplemente como escritura de sello. El término escritura de sello grande en sí mismo también puede cubrir una amplia variedad de escrituras, incluida una variación de la escritura de Qin anterior a los caracteres de sello pequeño, pero también las formas anteriores usadas por la dinastía Zhou occidental, o incluso ciertos caracteres de la escritura en huesos oraculares. Dado que el término es impreciso, y no existe ningún consenso en cuanto a su significado, los eruditos modernos tienden a evitarlo; y cuando se refieren a la escritura de sello, generalmente se refieren a la escritura de sello pequeño de la variante Qin.
Hubo diferentes variantes de escritura de sello que se desarrollaron de forma independiente en cada reino durante los períodos de las Primaveras y Otoños y los Reinos Combatientes. Uno de ellos, la escritura de pájaros y gusanos (鳥蟲文), lleva el nombre de sus intrincadas decoraciones en los trazos definitorios, y se usó en los estados de Wu, Chu y Yue. Se encontró en varios artefactos, incluida la Lanza de Fuchai y la Espada de Goujian. Esta variante de escritura del sello es muy difícil de leer debido a la complejidad de su trazo.

## Unificación de los estilos
La escritura del sistema Qin fue evolucionado a partir de la escritura de bronce, durante el período de primavera y otoño, y los caracteres se fueron alargando verticalmente ya entrado el período reinos combatientes. Este fue el período de maduración de la escritura sigilar menor. Fue sistematizado bajo la dirección del primer ministro Li Si durante el reinado del primer emperador de China Qin Shi Huang para tener un sistema de escritura unificado para gobernar el imperio. La unificación se llevó a cabo quemando la mayoría de los libros escritos en otras variantes e imponiendo la unificada como estándar nacional; incluso aplicando la pena capital para aquellos que no cumplieran la nueva  reforma. Esto supuso también la quema de todas las crónicas de los demás reinos excepto el Qin, lo que supuso la pérdida de una parte importante de la historia de China. A través de escritos chinos, se sabe que el libro recopilatorio de caracteres Cangjiepian se compiló durante el mandato de Li Si, que enumera unos 3.300 caracteres chinos en pequeños sellos. La forma de los caracteres de  la escritura unificada se caracteriza por ser menos rectangular y más cuadrada.

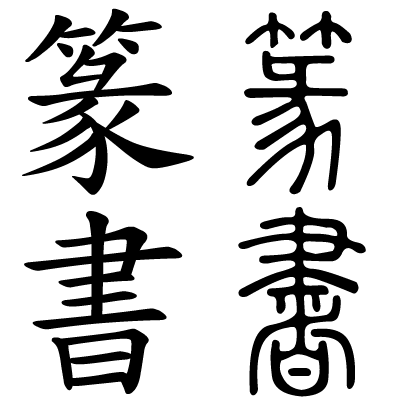
Caracteres chinos para las palabras "escritura de sello" en escritura normal (izquierda) y escritura de sello (derecha).

En la historia popular de los caracteres chinos, la escritura del sello pequeño se ha considerado tradicionalmente como el antepasado de la escritura clerical, que a su vez dio lugar a todas las demás escrituras que se utilizan en la actualidad. Sin embargo, descubrimientos arqueológicos más recientes han llevado a algunos estudiosos a concluir que el antepasado directo de la escritura clerical fue la escritura proto-clerical, que a su vez evolucionó a partir de la escritura común o popular poco conocida de finales del período reinos combatientes, hasta entrado el período Qin.
El primer diccionario de caracteres conocido fue el Erya (siglo III a. C.), recopilado y referenciado por Liu Xiang y su hijo Liu Xin. Varios siglos más tarde se escribió el Shuowen Jiezi (100-121 d. C.), obra de Xu Shen, el primer diccionario de caracteres chinos en clasificarlos según su raíz. Sus 9.353 entradas reproducen la variante de la escritura del sello pequeño estandarizada y algunos caracteres de otras variantes pre-Han de finales de la era Zhou.